# 長尾淳三
長尾 淳三（ながお じゅんぞう、1952年〈昭和27年〉3月15日 - ）は、日本の政治家。大阪府東大阪市市長（第10・12代）で、政令指定都市や中核市で初の日本共産党員市長。共産党市議の父の地盤を世襲した「共産党のエリート」で東大阪市議会議員（5期）など務めた。

## 略歴
東大阪市出身、大阪府立八尾高等学校卒業。静岡大学を卒業後、共産党系大阪民主新報の記者となる。
1979年（昭和54年）日本共産党の東大阪市議3期12年を務めた父、長尾一郎の後継として、9月23日に執行の東大阪市議選に日本共産党公認で立候補し、得票率1.73%（得票数3,756）22位で初当選（議員定数56）。以後5期18年間、同党市議団幹事長なども務めた。

### 市長選に立候補6回、うち当選2回
1997年（平成9年）、東大阪市長選に日本共産党推薦で立候補。父・一郎が現職の清水行雄に挑んだが、得票率34.51%（得票数5万6,696）に終わり、得票率46.10%（得票数7万5,742）の1万9,046票差で清水が3選を果たした。
しかし、翌1998年に清水が詐欺容疑などで逮捕され、市長3期目の途中で辞職したため、7月12日の出直し東大阪市長選挙に出馬（日本共産党推薦・新社会党支持）。得票率43.49%（得票数9万9,471）で4,847票の僅差で逃げ切り、NHK記者の松見正宣（得票率41.37%、得票数9万4,624）を破って初当選した。
2002年、再選を目指して任期満了に伴う6月30日の東大阪市長選挙に出馬。3候補で争った結果、得票率35.81%（得票数6万5,508）に終わり、前回の市長選挙で下した松見（得票率45.41%、得票数8万3,066）に大差で敗れ、落選した。
2006年、任期満了に伴う7月2日の東大阪市長選挙では、日本共産党東大阪地区委員会など75団体で構成する「明るい東大阪をつくる会」の推薦を受けた形で出馬。保守（自由民主党）分裂選挙となり、自民党と公明党推薦の現職の松見（得票率36.11%、得票数5万0,842）と、前大阪府議会議員の西野茂（府議会議員時代は自民党所属）を破り、わずか979票差（得票率36.80%、得票数5万1,821）で当選、市長に復帰した。
翌2007年9月3日、議員任期満了直前の議会で不信任決議が可決される。長尾は議会解散せず、9月14日に失職した。9月23日投票の市議選では不信任に反対した与党・日本共産党は2倍以上の議席を獲得。一方、不信任に賛成した野党・自民党、公明党は議席を減らした。
同年10月28日の出直し市長選挙に出馬。再び西野茂も出馬し、再び保守票が二分される追い風にもかかわらず、前市議会議長の野田義和（得票率44.06%、得票数7万2,820）に僅差で敗れ、落選した（野田：72,820票、長尾：70,454票、西野：22,014票）。
2011年10月2日、三たび返り咲きを狙い、任期満了に伴う東大阪市長選挙に6回目となる立候補。三たび保守票分裂の追い風を生かせず、西野茂を上回る得票率30.78%（得票数5万7,353）を得たものの、2万9,391票差で現職の野田（得票率46.55%、得票数8万6,744）に惨敗した（野田：86,744票、長尾：57,353票、西野：37,706票、美馬：4,550票）。

## 人物
フリージャーナリスト柳原滋雄（日本社会党系「社会新報」元記者）によると、市長に在任中も日本共産党「東大阪地区委員会」に献金。2006年度は51万4,000円だった。
なお、公職のほか2006年にNPO法人八尾ベースボールクラブ（社会人野球クラブ）の名誉顧問（前任は社会党出身の八尾市長、柴谷光謹）などを務め、2015年には「脱原発を目指す首長連合」に大阪府で初めて参加した。

## 共産党による「革新自治体」自己評価
長尾の計2期の革新自治体ぶりについて日本共産党機関紙『しんぶん赤旗』は、多数野党の反発を受けながらも与党・共産党とともに同和行政（同和対策事業）の終結を掲げて同和予算を2億円削減し、同和行政に関連する職員を減らすなど同和利権の根絶に尽力。また前市長から引き継いだ財源不足200億円の削減を目指し、24億円を投入し無駄遣いとされていた上下水道庁舎の建設計画を中止し、介護保険の減免などを実施したと評価している。

## 年譜
- 1979年（昭和54年） - 9月23日、東大阪市議会議員選挙（日本共産党公認）初当選
- 1997年（平成9年） - 12月7日、東大阪市長選挙（無所属）落選
- 1998年 - 7月12日、東大阪市長選挙（無所属）初当選
- 2002年 - 6月30日、東大阪市長選挙（無所属）落選
- 2005年 - 3月、大阪市立大学大学院創造都市研究科修士課程修了
- 2006年 - 7月2日、東大阪市長選挙（無所属）当選（2期目）
- 2007年 - 10月28日、東大阪市長選挙（無所属）落選
- 2011年 - 10月2日、東大阪市長選挙（無所属）落選